# Centre Jean Bérard
Il Centre Jean Bérard (CJB) è un ente di ricerche e studi sul Sud Italia specializzato sulla storia e l’archeologia della Magna Grecia e della Sicilia. Dal 2022 unità di servizio e di ricerca del CNRS, è stato fondato nel 1966 da Georges Vallet come centro ricerche del Ministero francese degli affari esteri.

## Storia
Situato a Napoli, nel palazzo Grenoble, sede del Consolato generale di Francia nel Sud Italia, è stato fondato da Georges Vallet nel 1966 come centro di ricerca del Ministero degli Affari Esteri francese e intitolato a Jean Bérard, archeologo ed ellenista francese. Il Centro Jean Bérard viene associato al CNRS nel 1967. Nel 1999 diventa UMS 1797 del CNRS e dell’EFR. Nel 2008 è trasformato in USR 3133 sotto la tutela CNRS-EFR. Dal 1 gennaio 2022 il centro è UAR 3133, una Unité d’Appui et de Recherche.

## Obiettivi e progetti
Concentrato principalmente su ricerche e scavi archeologici in Campania, come l'importante scavo della necropoli di Porta Mediana a Cuma, l'obiettivo del centro è, come riporta il sito dell'ente, "quello di sfruttare la posizione dell'Unità in Campania, vicino alle antiche colonie greche e alle città vesuviane, per contribuire, attraverso lo studio di resti incomparabilmente meglio conservati che in qualsiasi altro luogo del mondo mediterraneo, ad un approccio interdisciplinare e, in una prospettiva diacronica, al rinnovamento delle questioni di storia urbana sulla cronologia, l'evoluzione dell'ambiente, l'organizzazione degli spazi dislocati alle periferie delle città, le pratiche rituali nelle necropoli in un'area di contatti e trasferimenti culturali legati alla specificità storica della Magna Grecia e di storia economica legata all'evoluzione delle tecniche artigianali, delle forme di produzione e delle modalità di distribuzione. Il futuro dell'archeologia francese nell'Italia meridionale non può essere riassunto in questi due programmi, né può essere confinato alla Campania. Per questo, dopo la ricerca di Saepinum (Molise), il Centro Jean Bérard ha rafforzato le sue ricerche in due nuove regioni, la Sicilia (Megara Hyblaea) e la Puglia (Arpi e Recherches sur la céramique italiote), avvalendosi della presenza di docenti-ricercatori ospitati in delegazioni e della collaborazione di partner scientifici e culturali francesi, italiani ed europei".